# Похитители какашек
«Похитители какашек» (англ. Turd Burglars) — восьмой эпизод двадцать третьего сезона американского мультсериала «Южный Парк». Премьера эпизода состоялась на Comedy Central в США 27 ноября 2019 года. Центральная роль в эпизоде отведена женщинам Саус-Парка: они стремятся заполучить здоровый микробиом и подкупают мальчиков, чтобы те его украли, а получив его, потом страдают от последствий. В эпизоде пародируется злоупотребление фекальной трансплантацией и внутренние диалоги из фильма «Дюна».

## Сюжет
В этом эпизоде снова меняется заставка — теперь она посвящена женщинам Саус-Парка. Она пародирует злоупотребление фекальной трансплантацией и внутренние диалоги из фильма «Дюна». В общественном центре города Шейла Брофловски чувствует резкое недомогание, у неё начинается понос и её начинает бесконтрольно рвать. В больнице «Путёвка в Ад» (англ. Hell's Pass Hospital) доктор говорит её сыновьям Кайлу и Айку, что у Шейлы есть бактериальная инфекция, вызывающая существенный дисбаланс полезных и злокачественных бактерий в пользу последних в её желудке, и что ей нужен фекальный трансплантат, чтобы заменить её микробиом. После пересадки Шейла сообщает о положительном влиянии этой процедуры на здоровье своим подругам: Лоре Такер, Гарриет Биггл и Линде Стотч, что очень смущает её сыновей. Посмотрев видео о том, как предотвратить насмешки над такими вещами, Кайл с ужасом узнает, что микроорганизмы составляют половину клеток его тела. Ночью он видит сны о различных формах жизни, а затем образ книжного шкафа заставляет его пробудиться. Кайл консультируется со своим врачом, он задаётся вопросом, что будет, если все захотят получить микробиом идеально здоровых людей, таких как Том Брэди. При упоминании имени Брэди, доктор меняется в лице и начинает шептать внутренний монолог по типу тех, что были в фильме «Дюна», в котором опасается, что Кайл «знает» о микробиоме Брэди, который он называет «Спайс меланж» (англ. «The Spice Melange»). Доктор задается вопросом, будет ли Кайл именно тем, кто принесёт его ему. Видения Кайла о микробиоме продолжаются, его снова преследует образ книжного шкафа, у него развивается способность видеть микроорганизмы, покрывающие его тело, даже когда он не спит.
Подруги Шейлы говорят ей, что они хотели бы перенести фекальную пересадку, но их врачи проводят эту процедуру только при наличии соответствующего диагноза, и просят её отдать им образец своего кала, чтобы они могли выполнить процедуру дома самостоятельно. Шейла отказывается. Гарриет идет к Кайлу и предлагает дать ему «Star Wars Jedi: Fallen Order», если он достанет образец кала у своей матери. Кайл отказывается, но его трое друзей, Стэн, Эрик и Кенни, принимают её предложение. Они пробираются в подвал Брофловски и открывают канализационную трубу, в то время как Шейла пользуется туалетом, крадут её фекалии, чем очень злят Кайла, заставшего их за этим занятием. С мальчиками сталкивается школьный Мистер Маки, который предлагает купить каждому из них свою копию «Star Wars Jedi: Fallen Order», если они достанут для него образец чужого кала, который он также называет «Спайс меланж» в своём внутреннем диалоге. Позже Гарриет хвастается подругам последствиями своей фекальной трансплантации, выполнив пересадку на дому спринцовкой для индейки, но отказывается сообщить Шейле, откуда она взяла образец кала. Позже во время очередной совместной трапезы Гарриет так же, как и Шейла в начале серии, начинает страдать от рвоты и поноса. Она обвиняет Шейлу в том, что она каким-то образом испортила свои фекалии, чтобы другие, пересадив себе их, не могли стать здоровыми. Затем Линда и Лора также заболевают, похитив часть фекалий Шейлы у Гарриет и выполнив пересадки в домашних условиях. Городскую больницу «Путёвка в Ад» заполняют женщины, и у них всех та же инфекция, что была у Шейлы. Врач объясняет, что так произошло из-за того, что все они использовали нестерильные спринцовки, бактерии из которых и вызвали инфекцию. Он говорит, что в городе не осталось здоровых фекалий для трансплантации, и что если их не найдут в ближайшее время, все заболевшие могут умереть.
На пресс-конференции после игры представители прессы неоднократно просят у Брэди образец кала, но, по его словам, он никому его не даст и не продаст. Мальчики проникают в дом Брэди, где они сталкиваются с другими людьми, надеющимися получить его «Спайс меланж». Брэди требует, чтобы все ушли, но в этот момент появляется Кайл и идёт к книжному шкафу в гостиной Брэди, который оказывается секретной дверью в скрытую комнату, где Брэди хранит свои фекалии. Он объясняет, что он перестал смывать в туалете, потому что люди ломали его трубы, чтобы достать его фекалии. Мальчики приносят кал в больницу, где его используют для лечения всех инфицированных пациентов. Когда Шейла спрашивает Кайла, как он узнал, где искать фекалии Брэди, он объясняет, что его микробиом знал где они, что он узнал, что микроорганизмы внутри него являются его частью, и теперь он будет немного больше доверять своей интуиции.

## Отзывы
Джесси Шедин из IGN дал эпизоду оценку «изумительный», поставив 9,7 из 10 баллов, написав в своем обзоре, что Южный Парк уже не такой последовательный, как когда-то, однако в нём ещё есть эпизоды, которые могут сравниться с лучшими его сериями. «Классический формат с веселыми шутками и самой странной пародией на „Дюну“, которую только можно вообразить, этот эпизод сочетает в себе все лучшие черты сериала», — заключает Шедин.
Джо Матар из Den of Geek поставил эпизоду 3 звезды из 5, посчитав, то это лучший из эпизодов 23-го сезона на данный момент. Оценив эпизод «где-то между „так себе“ и „хорошо“», он отмечает, что и в нём встречаются повторяющиеся шутки, которые к концу эпизода уже приедаются.
Стефани Уильямс из The A.V. Club дала эпизоду оценку «B», написав в своем обзоре: «Мы не вернулись на „Ферму порядочности“, место, которого мне очень не хватает, но мы вернулись к лёгкому юмору. <…> Дамы получили ту же силу, что и мужчины из Южного Парка, и это дерьмовая сила, никакого каламбура».
Дани Ди Пласидо из Forbes пишет, что сериал вернулся к классическому формату приключений четырёх мальчиков, по которому все соскучились. Он также отмечает, что «этот эпизод — самый смешной за долгое время». В своём отзыве Ди Пласидо пишет, что в эпизоде Южный Парк преуспел в грубом юморе, а новый формат историй о побочных персонажах в итоге оказался похож на ранние эпизоды сериала («старую школу»), и даже завершается одной из традиционных моралистических речей Кайла.
Ренальдо Матадин из CBR.com отметил, что «это была самая дерьмовая пародия на фильм Дюна 1984 года», только не в смысле плохая, а в буквальном смысле.
Джереми Ламберт из 411mania.com поставил эпизоду оценку 8 из 10, назвав его «очень хорошим». Он отмечает, что любой эпизод Южного Парка, связанный с фекалиями, получается отличным, например, эпизод про Боно. Также он считает, что этот эпизод пародирует женские комедии вроде «Девичника в Вегасе» или «Улётных девочек», которые также заканчиваются ссорой главных героинь.